# Elmar Klos
Elmar Klos (ur. 26 stycznia 1910 w Brnie, zm. 19 lipca 1993 w Pradze) – czechosłowacki reżyser i scenarzysta filmowy, początkowo dokumentalista.
W latach 1952-69 nakręcił wspólnie z Janem Kadarem osiem filmów fabularnych, z których największy rozgłos i uznanie zyskał nagrodzony Oscarem dla najlepszego filmu nieanglojęzycznego Sklep przy głównej ulicy z 1965. Był to pierwszy Oscar dla filmu z kraju komunistycznego. Ich pozostałe wspólne filmy to: Porwanie (1952), Orkiestra z Marsa (1954), Tam na konečné (1957), Trzy życzenia (1958), Śmierć nazywa się Engelchen (1963), Oskarżony (1964) i Pożądanie zwane Anada (1969).